# Jurij Zachariewicz
Jurij Iwanowicz Zachariewicz (ros. Юрий Иванович Захаревич, ur. 18 stycznia 1963 w Dimitrowgradzie) – radziecki sztangista.
Na Igrzyskach Olimpijskich w Seulu w 1988 zdobył złoty medal. Do jego osiągnięć należy również pięć medali mistrzostw świata: trzy złote (1985, 1986, 1987) i dwa srebrne (1981, 1982). Ma w swoim dorobku także osiem medali mistrzostw Europy: pięć złotych (1984, 1985, 1986, 1987, 1988) i trzy srebrne (1981, 1982, 1990). Dwukrotnie był mistrzem (1982, 1986) i raz wicemistrzem ZSRR (1981). Ustanowił 38 rekordów świata.